# Stefano Intini
Stefano Intini (Padova, 2 ottobre 1968) è un fumettista italiano cartoonist della Disney Italia.

## Biografia
Figlio del disegnatore Giuseppe Intini, noto col soprannome di "Pinù", collaboratore del "Messaggero dei ragazzi", vignettista per il quotidiano "Il Mattino di Padova".
Ha frequentato le medie alla scuola "Torquato Tasso" di Padova e si è diplomato al liceo artistico della città patavina. Fu ospite in una puntata di Domenica In su Rai 1 dei primi anni novanta, per collaborare ad un gioco col pubblico che doveva indovinare un personaggio Disney mentre il nostro ne tratteggiava i lineamenti.
È noto anche con lo pseudonimo Paul Ackerman, con il quale firmò i disegni di PKNA (Paperinik New Adventures) #0/3 - Xadhoom!.
Intini usò tale nome perché disconobbe la sua opera ritoccata dalla Disney Americana, la quale, attaccata alla classica caratterizzazione antipatica e sfortunata di Donald Duck, non accettò mai veramente il Paperino/Pk-Paperinik Italiano, e addirittura affidò ad alcuni cartoonist appunto il ritocco dei disegni di PKNA #0/2 e 0/3, perché in essi alcuni canoni disneyani concernenti pare la realizzazione dei becchi erano stati violati.
Se Claudio Sciarrone, autore dei disegni dello Zero barra Due, si adattò, altrettanto non fece Intini che si firmò irrisoriamente Paul Ackerman.